# Infantería de Marina (Argentina)

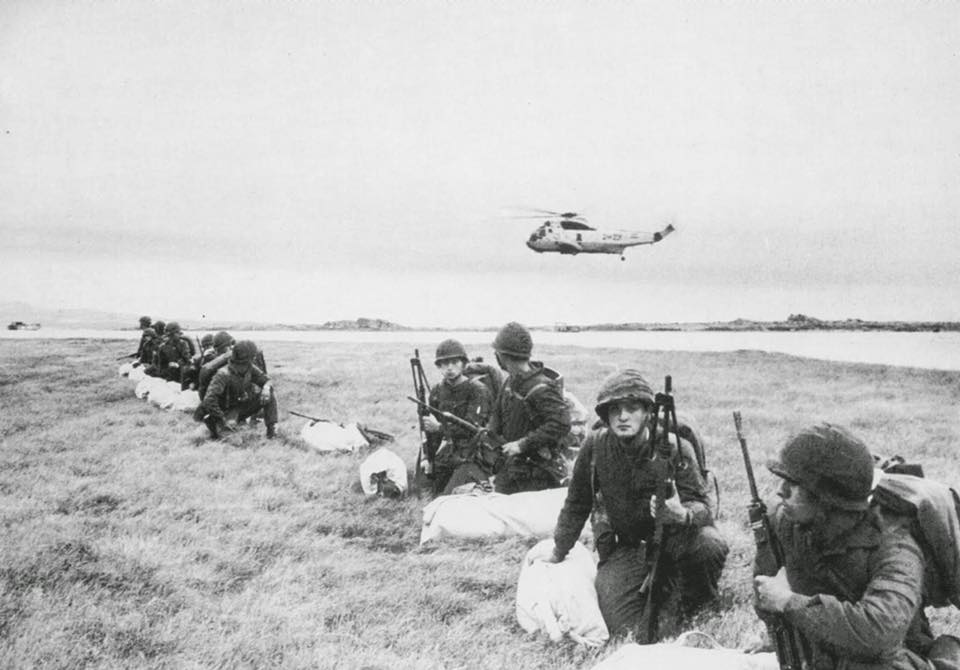
Operación Rosario

La Infantería de Marina (IM), o Infantería de Marina de la Armada Argentina (IMARA), es una de las cuatro ramas de la mencionada marina de guerra, junto a la Aviación Naval, la Flota de Mar y la Fuerza de Submarinos. La creación de una fuerza permanente data de 1879, aunque se registra la existencia de unidades de infantería de marina desde la Guerra de la Independencia, de principios del siglo XIX.
Su aniversario es el 19 de noviembre de 1879 cuando Domingo Faustino Sarmiento resolvió crear el Cuerpo de Artillería de Costas.

## Historia

### Guerra de la Independencia
En el marco de la Campaña Naval de 1814, en los primeros días de marzo, el Almirante Brown y su improvisada flota partió con objetivo de tomar de la Isla de Martín García, llave de los ríos Paraná y Uruguay. El desembarco fue realizado exitosamente el día 15 de marzo. Martín García es considerada la primera Operación Anfibia ejecutada por la Armada Argentina. La fuerza de infantería a cargo de esa acción fue comandada por el sargento mayor Ricardo Baxter.
Posteriormente los infantes participaron del combate naval del Buceo, el 17 de mayo de 1814, en Montevideo. Los infantes de marina reforzaron a las tropas terrestres del sitio, encontrándose presente en la rendición de la plaza. 

### Creación del Cuerpo de Artillería de la Armada
El 19 de noviembre de 1879 el presidente Nicolás Avellaneda creó el Cuerpo de Artillería de la Armada, dependiente de la Comandancia General de la Marina. Se considera a esto el nacimiento orgánico de la Infantería de Marina de la Armada Argentina. Después se creó en Concepción del Uruguay el Batallón Provincial de Entre Ríos, una unidad de infantería de marina de 330 plazas. El Batallón pasó a depender del Gobierno nacional al poco tiempo convirtiéndose en Batallón de Infantería de Marina. En 1884 Julio Argentino Roca transformó a la unidad en Regimiento de Infantería de Marina.
En 1905 el Ministerio de Marina resolvió integrar a la Armada al Cuerpo de Artillería de Costas.
El componente obtuvo su organización definitiva en el año 1946 con la sanción de la Ley N.º 12 883.

### Golpes de Estado de 1955
La Infantería de Marina, conducida por el vicealmirante Benjamín Gargiulo, fue, junto al contraalmirante IM Samuel Toranzo Calderón y el contraalmirante Aníbal Olivieri, líder del Bombardeo de la Plaza de Mayo (16 de junio de 1955), cuyo objetivo fue eliminar al presidente Juan Domingo Perón y su gobierno. Cuando el ataque fracasó, Gargiulo se suicidó.
El día del ataque, a poco de iniciar el bombardeo de la Aviación Naval, 300 efectivos del Batallón de Infantería de Marina N.º 4 (comandado por el capitán de fragata Juan Carlos Argerich) intentaron atacar la Casa de Gobierno avanzando desde el Ministerio de Marina. Pero fueron rechazados por el bando leal y se vieron obligados a replegarse al ministerio.
Efectivos de la IM participaron del golpe de Estado de septiembre de 1955 desde la Escuela Naval Militar en Ensenada. La IM atacó la plaza de Ensenada (defendida por la Policía de la Provincia de Buenos Aires) y, simultáneamente, ocupó el Astillero Río Santiago y unas instalaciones en Berisso. Ante esto, el Regimiento de Infantería 7 del Ejército marchó a la ciudad y expulsó a la IM, que se retiró a la isla Santiago. En eso, la Escuela Naval fue bombardeada por la Fuerza Aérea; los marinos se rindieron.
El 17 de junio, el presidente Perón ordenó la disolución del Comando General de Infantería de Marina (Decreto N.º 9415).

### Luego de 1955
En 1969 se creó el Comando de la Infantería de Marina, que sustituyó al Comando General de Infantería de Marina.

### Operativo Independencia
En 1975, la IM destacó en comisión grupos de tareas al Operativo Independencia, desarrollado en la Provincia de Tucumán por la V Brigada de Infantería del Ejército Argentino. Algunos efectivos recibieron premios del comandante de la V Brigada. La IM envió también observadores.

### Terrorismo de Estado en las décadas de 1970 y 1980
La Infantería de Marina fue partícipe del terrorismo de Estado en las décadas de 1970 y 1980. El COIM asumió como cabecera de la Fuerza de Tareas 9 «Reserva Terrestre». Asimismo, unidades de IM integraron la FT 2, FT 5, FT 6, FT 7, FT 8 y FT 9.

### Guerra de las Malvinas (1982)
Durante la Guerra de las Malvinas, la Infantería de Marina desplegó sus fuerzas en la isla Soledad y operó conjuntamente con unidades del Ejército. En total, 35 infantes de marina fallecieron durante el conflicto.
Durante el conflicto, la Compañía de Tiradores "Hotel" del Batallón de Infantería de Marina 3 (B.I.M. n°3) operó en la península Camber y en la Isla Borbón. Por su parte el B.I.M. n°5 (comandado por el Capitán de Fragata Robacio), apoyado por el  intervino en Monte Longdon (noche del 11 al 12 de junio), Monte Tumbledown (12 al 13 de junio), Sapper Hill y Pony Pass (estos últimos en la mañana del 14 de junio, donde se produjeron las últimas bajas de la guerra); y en los días intermedios, se produjeron los combates de artillería y los ataques aéreos. Tras la caída de Puerto Argentino el 14 de junio, la Infantería de Marina fue concentrada en el aeropuerto durante cuatro días, hasta que embarcaron transporte polar ARA “Bahía Paraíso” y al rompehielos ARA “Almirante Irízar”, buques hospital reconocidos por la Cruz Roja Internacional para ser trasladados al continente.

#### Operación Rosario
El BIM n°2 intervino el día 2 de abril en la conquista de Puerto Argentino (Operación Rosario). El Capitán de Fragata Pedro Giacchino fue la primera de las bajas argentinas de la guerra, cayendo en combate en su rol de Jefe de una patrulla conjunta de Comandos Anfibios y Buzos Tácticos. El desembarco fue durante la noche, siendo aun el 1 de abril, en una playa al Sur de Puerto Argentino, empleando para ello botes de goma embarcados el destructor ARA "Santísima Trinidad". La operación fue exitosa, logrando la rendicion a las 9.30 de ese día, con el desembarco de los vehículos anfibios y personal del B.I.M. n°2 en apoyo de las operaciones.